# 下田市立稲梓中学校
下田市立稲梓中学校（しもだしりついなずさちゅうがっこう）は、かつて静岡県下田市にあった市立中学校。所在地は下田市箕作350。

## 概要
伊豆半島南部の中央の国道414号沿い、稲梓川と稲生沢川合流地近くの稲梓駅周辺に広がる田園地帯にある中学校。2020年時点で、市内4つの中学校のうち生徒数がもっとも少なかったため、部活動の数も4つと市内4つの中学校のうちもっとも少なかった。

## 沿革

### 設立の経緯
- 須原高等尋常小学校が、須原小学校と稲梓小学校の合併の際、稲梓中学校として新たに設立された。[4]

### 開校
- 1947年4月1日、稲梓村（当時）立稲梓中学校として開校。同村立須原小学校と同村立稲梓小学校の両校舎で授業を開始する。

### 旧校舎
- 1948年7月に箕作に校舎が完成する。

### 町村合併
- 1955年、稲梓村が下田町（当時）に合併されたことに伴い、下田町立稲梓中学校と改称。

### 新校舎設立
- 1959年3月 - 現校舎が老朽化により危険校舎となった為新校舎設立要望が議会で上がり、昭和35年度予算議会にて県道から学校建設予定地への道路43メートルの建設予算が121万円で落札された[5]。
- 1960年10月 - 議会にて中学校建設の請負業者を決定した[6]。
- 1962年3月 - 校舎の建設が2回に分かれて工事が進み先に第一期での校舎が完成した。総数606坪、第一期1885万円、第二期1300万円で行われた[7]。
- 1962年8月 - 新校舎全体が完成。鉄筋コンクリートの３階建てで、技術室・理科室・特別教室・水道設備が備わっており近代的校舎とされた[8]。

### 市制施行
- 1971年1月1日、市制施行に伴い下田市立稲梓中学校と改称。

### つくし分校
- 1973年 - つくし分校が設立される[9][10]。
- 1979年 - つくし分校が閉校される[9][10]。

### 稲作活動
- 全校生徒にて稲の栽培から刈取・脱穀まで年間を通じ稲作を一貫して行うもので1980年より始められ、同校の特色ある活動となった。閉校後は市立稲梓小学校が活動を引き継いでいる。

### 閉校
- 2022年3月31日 - 下田市の中学校再編により稲生沢中学校、下田東中学校とともに下田中学校へ統合し、閉校。

## 特徴

### グランドデザイン

#### 学校経営の礎
- 「養 英 材」[11]。

#### 学校教育目標
- 「共に磨き合う生徒」[11]。

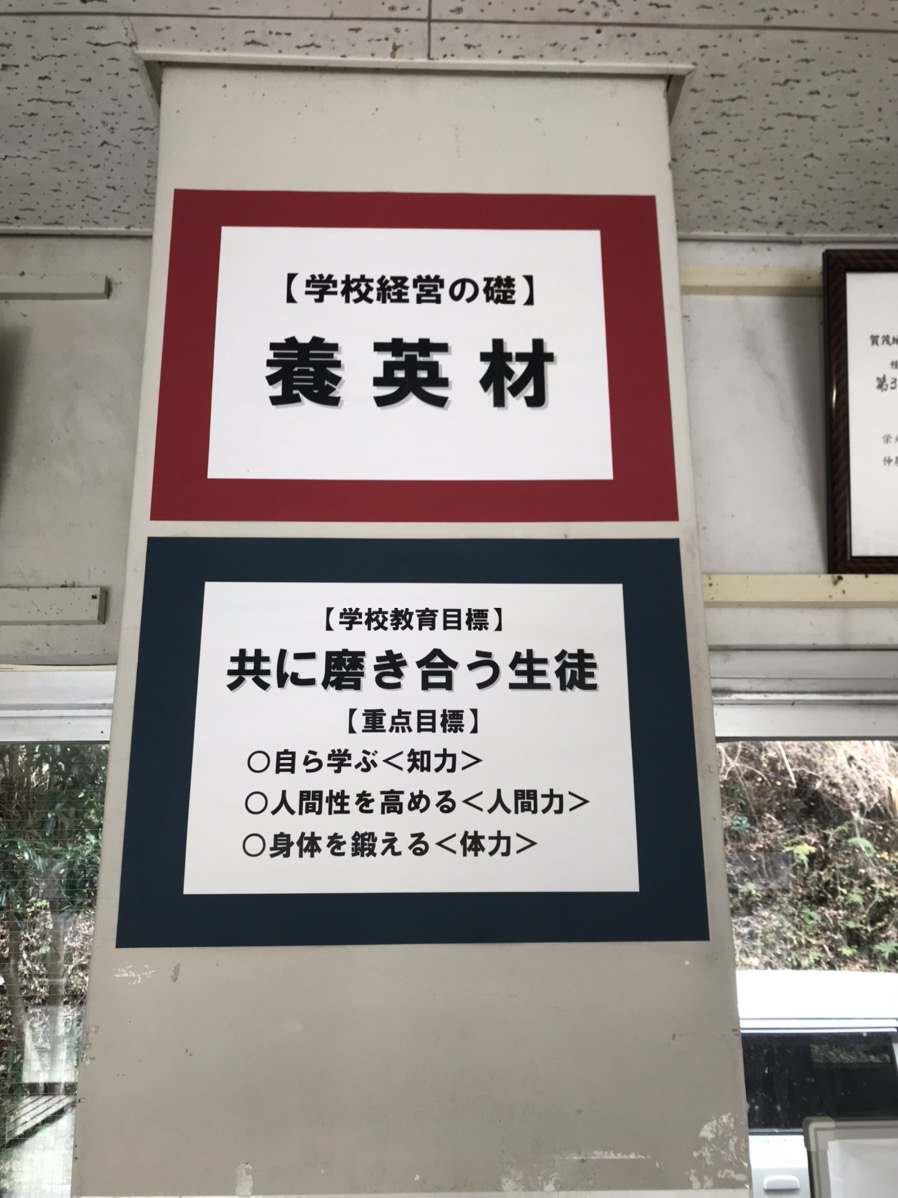
玄関入口に飾られている学校経営の礎と学校教育目標（2020年1月撮影）

### 校歌
1959年、詩人の大木実が作詞、テノール歌手の岩井慎吾が作曲している。
校歌はPTAの要望により、年1万円ずつ積立てた3万円を使って作成された。

### 地域の避難所として
1991年（平成3年）9月10日の集中豪雨の際には、地域住民の避難場所として利用されている。

## 学区(2021年度まで)
稲梓中学校の学区は稲梓小学校の学区と同じであった。

## 部活動
2017年度（平成29年度）時点では、男子はテニス部、卓球部、女子はテニス部、バレーボール部、以上の４つが活動していた。